# André Latrille
Ne doit pas être confondu avec André Latreille.
André Jean Gaston Latrille, né à Auch (Gers) le 20 décembre 1894 et décédé à Neuilly-sur-Seine (Hauts-de-Seine) le 10 novembre 1987, est un administrateur colonial au Tchad puis en Côte d'Ivoire et un résistant.

## Biographie
Né à Auch le 20 décembre 1894, André Latrille participe à la Première Guerre mondiale, dont il revient avec une blessure et trois citations, et obtient le diplôme de l'École supérieure de commerce et d'industrie.
Sorti de l'École coloniale en 1920, il sert au Cameroun, en Oubangui puis au Tchad, où il commande en 1940 la subdivision de Fort-Archambault en 1940. En août de cette année, il participe à Fort-Archambault, au ralliement du Tchad à la France libre, sous l'autorité du gouverneur Félix Éboué. Nommé le 30 juillet 1942 gouverneur du Tchad, il prend ses fonctions lors du départ de son prédécesseur, Pierre-Olivier Lapie, le 12 décembre suivant ; le général Leclerc, responsable militaire du territoire, mène alors la conquête du Fezzan.
Le 5 novembre 1943, il quitte le Tchad, où Jacques Rogué lui succède, pour la Côte d'Ivoire, où il demeure jusqu'en 1945 ; il a été choisi à ce poste par René Pleven, membre du Comité français de la Libération nationale, après que l’AOF a basculé dans le camp des Alliés, en remplacement de Jean-Francois Toby. Il l'est à nouveau d'avril 1946 à février 1947, en succédant à Henry De Mauduit. Un boulevard d'Abidjan, situé dans le quartier de Cocody, le Boulevard Latrille, porte son nom.

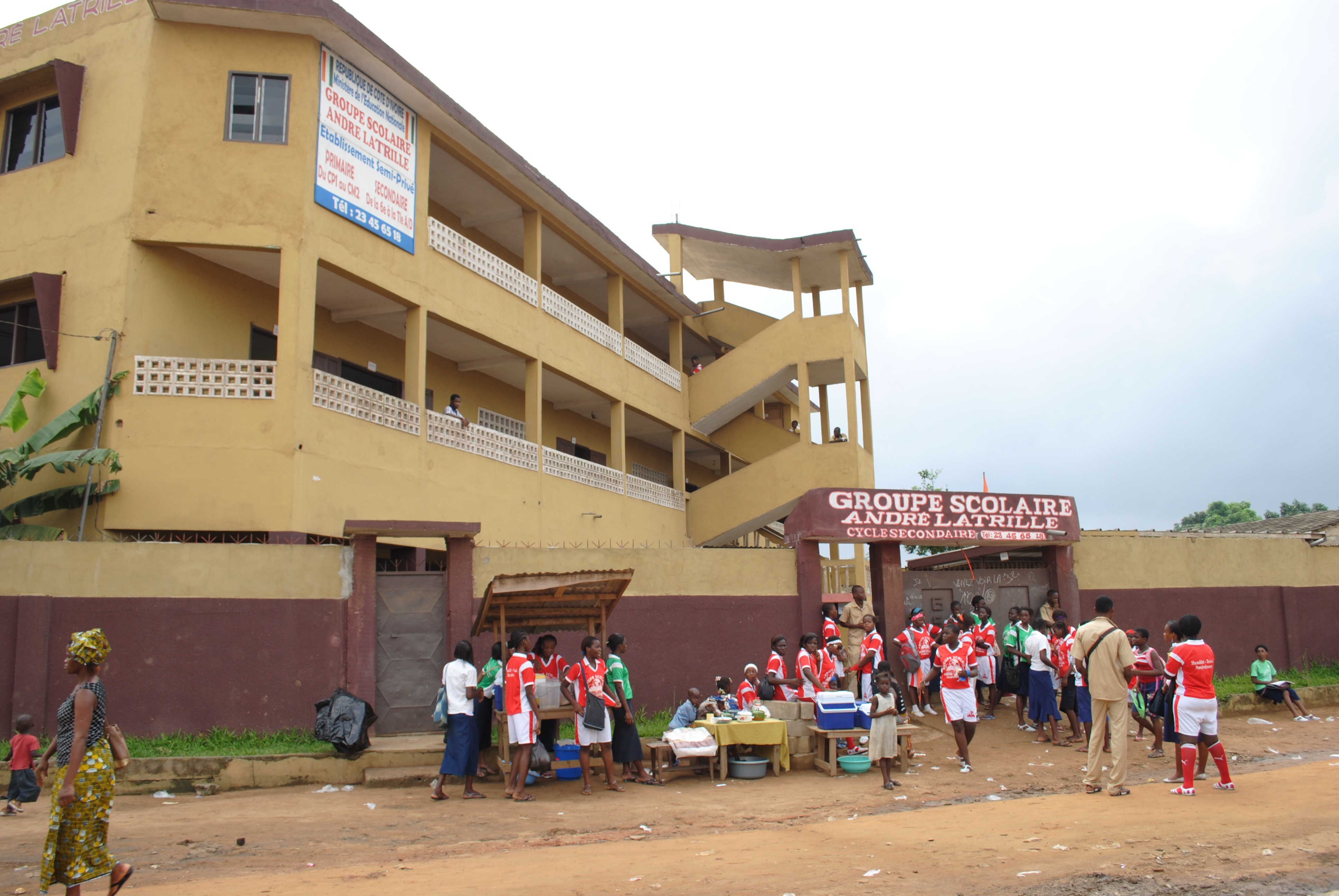
Le lycée André-Latrille à Abidjan.

Jusqu'au début des années 1950, il n'existe pas d'école secondaire à la colonie. Les premiers élèves ivoiriens scolarisés dans un lycée le sont en France, via l'Aventure 46, initiée par Félix Houphouët-Boigny. Le gouverneur André Latrille a appuyé cette initiative, en dépit des fortes réticences de l'administration coloniale.
Il est décédé à Neuilly-sur-Seine le 10 novembre 1987, à l'âge de 93 ans.